# باد ابوت
ویلیام الکساندر «باد» ابوت (به انگلیسی: William Alexander "Bud" Abbott) ‏ (۲ اکتبر، ۱۸۹۵–۲۴ آوریل ۱۹۷۴) کمدین آمریکایی بود.
بیشتر شهرت وی برای بازی در کمدی دونفره ایست که همراه با لو کاستلو (به انگلیسی: Lou Costello) بازی کرده‌است.